# Diaprepesilla flavimarginaria
Diaprepesilla flavimarginaria là một loài bướm đêm trong họ Geometridae.